# Kamionna (województwo pomorskie)
Kamionna – osada kociewska w Polsce położona w województwie pomorskim, w powiecie starogardzkim, na obszarze gminy Czarna Woda w kompleksie leśnym Borów Tucholskich. W latach 1975–1998 miejscowość znajdowała się w granicach województwa gdańskiego.
30 grudnia 1994 osada została przyłączona do gminy o statusie miasta Czarna Woda poprzez wyłączenie jej z gminy Kaliska.
Kamionna wraz z wsiami Lubiki i Lubiki Małe oraz osadą Podlesie tworzą sołectwo Lubiki. Według danych ze spisu powszechnego w 2002 roku miejscowość była zamieszkiwana przez 13 osób.
W okolicach wsi znajduje się jezioro Długie.